# Gonna Make You Sweat
A Gonna Make You Sweat című stúdióalbum az amerikai  C+C Music Factory első albuma, mely 1990. december 13-án jelent meg az Egyesült Államokban. Az album a Billboard 200-as lista 2. helyéig jutott.
Az album első kislemeze a Gonna Make You Sweat (Everybody Dance Now) című dal 1991 februárjában két hétig volt első helyezett, valamint a Billboard Top R&B kislemezlistán, a Club Play és Hot Dance Music, Maxi-Singles eladási listán, az ausztrál kislemezlistán, és az Egyesült Királyságban is 1. helyezett volt az album. A dalt gyakran játsszák sporteseményeken is, ezzel buzdítva a nézőket a szurkolásra.
Az albumról kimásolt következő kislemezek Top 5-ös slágerek voltak a Billboard Hot 100-as listán, úgy mint a Here We Go (Let's Rock & Roll) és a Things That Make You Go Hmmm... című dalok.

## Megjelenések
CD  U.S Columbia – CK 47093
1. Gonna Make You Sweat (Everybody Dance Now) 4:08 Drums [Additional] – Alan Friedman, Rap [Featuring] – Freedom Williams, Vocals – Martha Wash
2. Here We Go (Let's Rock & Roll) 5:44 Drums [Additional] – Alan Friedman, Rap [Featuring] – Freedom Williams, Vocals [Featuring] – Zelma Davis
3. Things That Make You Go Hmmm... 5:22 Keyboards – Alan Friedman, Programmed By [Keyboards] – Alan Friedman, Rap [Featuring] – Freedom Williams, Vocals – Martha Wash
4. Just a Touch of Love 5:35 Arranged By [Additional Keyboard] – David Cole, Keyboards – Alan Friedman, Vocals [Featuring] – Zelma Davis
5. A Groove Of Love (What's This Word Called Love?) 9:59 Rap [Featuring] – Freedom Williams
6. Live Happy 7:18 Vocals [Featuring] – Zelma Davis
7. Oooh Baby 4:53 Vocals [Featuring] – David Cole
8. Let's Get Funkee 4:28 Vocals [Featuring] – Zelma Davis
9. Givin' It To You 4:50 Drum Programming [Additional Drums] – Robert Clivillés, Vocals [Featuring] – David Cole
10. Bang That Beat 5:32 Harmonica – Hugh McCracken, Rap [Featuring] – Freedom Williams, Vocals [Featuring] – Zelma Davis
11. Shade (Untitled Secret Track) 8:17

## Slágerlista
| Slágerlista (1990-91)        | Legjobb helyezés |
| ---------------------------- | ---------------- |
| US Billboard 200             | 2                |
| US Billboard Top R&B Albums  | 11               |
| Ausztrália ARIA              | 7                |
| Ausztria Ö3 Austria Top 40   | 26               |
| Hollandia Megacharts         | 59               |
| Új-Zéland NZ Top 40          | 3                |
| Svédország Sverigetopplistan | 30               |
| Svájc Schweizer Hitparade    | 13               |
| UK UK Album Chart            | 2                |

## Közreműködő előadók
- Rendező – David Cole (tracks: 6 to 10)
- Rendező, billentyűs hangszerek – Robert Clivillés (dalok: 1 to 5)
- Design – Austopchuk*, Lindemann Drummond
- Háttérénekesek – Craig Derry, David Cole, Deborah Cooper, Duran Ramos, Freedom Williams, Martha Wash, Norma Jean Wright, Robert Clivillés, Victoria Clamp, Yolanda Lee, Zelma Davis
- Ügynök – Johnny Ade
- Album koordinátor – Barbara Warren-Pace, Veronica McHugh-Cimino
- Dob programok – Alan Friedman (dalok: 5, 8, 10)
- Dobok, ütős hangszerek – Robert Clivillés (dalok: 1 to 5)
- Rendező asszisztens – Beatrice Winkler, Bruce Calder, Jimmie Patterson, John Parthum, Paul Berry, Steve Wellner
- Rendező [Mix] – Acar S. Key*, Bob Rosa
- Felvételvezető – Acar S. Key*, Alec Head, Barbara Aims, Debbie Cornish*, Rodney Ascue, Tony Maserati
- Executive-Producer – Larry Yasgar
- Gitár – Paul Pesco (dalok: 2, 3, 5, 8, 10)
- Billentyűs hangszerek – David Cole (dalok: 1, 2, 4, 6 to 10), Ricky Crespo (dalok: 1, 2, 4, 5)
- Előadó manager – Eddie Rivera
- Haj stylist – Tiffini
- Stylist – Angela Wendt
- Előadó [instrumentális] – David Cole (dalok: 6, 7, 9)
- Fényképezte – Richard Dillon
- Producer – David Cole, Robert Clivillés
- Producer [Assistant] – Alan Friedman, Ricky Crespo (dalok: 1 to 5)
- Produkció Manager – Barbara Warren-Pace
- Programok – Alan Friedman
- Írták – David Cole (dalok: 6 to 10), Frederick B. Williams (dalok: 1 to 3, 5, 10), Robert Clivillés (dalok: 1-től 5-ig)